# 羅欣藥業
山東羅欣藥業股份有限公司，簡稱山東羅欣藥業股份、山東羅欣藥業，以及羅欣藥業（英語：SHANDONG LUOXIN PHARMACEUTICAL GROUP STOCK CO., LTD.，深交所：002793；港交所除牌前8058.HK），於1988年設立，前身為「临沂市罗庄药材经营部」，为省属企业单位临沂市药材采购供应站合营，经理为刘保起。第一次医改后，刘抓住机遇于1995年成立「山东罗欣制药厂」現時業務於國內經營生產及銷售各類成藥產品，董事長為劉保起，總經理為李明华，總部位於山东临沂国家高新技术产业开发区罗七路18号。
股份則在2005年12月9日於港交所創業板上市，招股價為0.35港元，發行股份為164,560,000股H股集資額為5800萬港元。
美國時間2015年7月13日，該公司和Wuxi Healthcare Management, LLC，共同投資Wuxi Healthcare Ventures II, L.P.，涉資金額為1000萬美元，主要用作投資海外球醫療保健行業的發展。
2017年3月17日，該公司被德福資本旗下GL INSTRUMENT INVESTMENT L.P.、GIANT STAR GLOBAL (HK) LIMITED和ALLY BRIDGE FLAGSHIP LX (HK) LIMITED，以每股17港元，或以2,342,542,659港元私有化，原因为成本增加。2017年6月16日，在股東大會通過後，該公司股份撤銷上市。
2019年4月11日，浙江东音泵业股份有限公司披露以发行股份形式购买该公司99.65476%股份的计划，预计构成重大资产重组。中国证监会于12月17日有条件通过东音股份并购重组及罗欣药业借壳上市事宜，并于31日下发了正式批文。2020年5月12日，该公司正式于深圳证券交易所中小板上市交易。